# آيت زكري (آيت قمرة)
آيت زكري هي إحدى مشيخات المملكة المغربية، تتبع جغرافيا لإقليم الحسيمة وإداريًا لآيت قمرة. يقدر عدد سكانها بـ 8146 نسمة حسب الإحصاء الرسمي للسكان والسكنى لسنة 2004.